# Grande Prêmio de Mônaco de 1998
Resultados do Grande Prêmio de Mônaco de Fórmula 1 realizado em Montecarlo em 24 de maio de 1998. Sexta etapa da temporada, teve como vencedor o finlandês Mika Häkkinen, da McLaren-Mercedes.

## Classificação da prova

### Treino oficial
| Pos.                      | Nº | Piloto                | Construtor          | Tempo    | Diferença |
| ------------------------- | -- | --------------------- | ------------------- | -------- | --------- |
| 1                         | 8  | Mika Häkkinen         | McLaren-Mercedes    | 1:19.798 |           |
| 2                         | 7  | David Coulthard       | McLaren-Mercedes    | 1:20.137 | + 0.339   |
| 3                         | 5  | Giancarlo Fisichella  | Benetton-Playlife   | 1:20.368 | + 0.570   |
| 4                         | 3  | Michael Schumacher    | Ferrari             | 1:20.702 | + 0.904   |
| 5                         | 2  | Heinz-Harald Frentzen | Williams-Mecachrome | 1:20.729 | + 0.931   |
| 6                         | 6  | Alexander Wurz        | Benetton-Playlife   | 1:20.955 | + 1.157   |
| 7                         | 4  | Eddie Irvine          | Ferrari             | 1:21.712 | + 1.914   |
| 8                         | 17 | Mika Salo             | Arrows              | 1:22.144 | + 2.346   |
| 9                         | 15 | Johnny Herbert        | Sauber-Petronas     | 1:22.157 | + 2.359   |
| 10                        | 12 | Jarno Trulli          | Prost-Peugeot       | 1:22.238 | + 2.440   |
| 11                        | 14 | Jean Alesi            | Sauber-Petronas     | 1:22.257 | + 2.459   |
| 12                        | 16 | Pedro Paulo Diniz     | Arrows              | 1:22.355 | + 2.557   |
| 13                        | 1  | Jacques Villeneuve    | Williams-Mecachrome | 1:22.468 | + 2.670   |
| 14                        | 18 | Rubens Barrichello    | Stewart-Ford        | 1:22.540 | + 2.742   |
| 15                        | 9  | Damon Hill            | Jordan-Mugen/Honda  | 1:23.151 | + 3.353   |
| 16                        | 10 | Ralf Schumacher       | Jordan-Mugen/Honda  | 1:23.263 | + 3.465   |
| 17                        | 19 | Jan Magnussen         | Stewart-Ford        | 1:23.411 | + 3.613   |
| 18                        | 11 | Olivier Panis         | Prost-Peugeot       | 1:23.536 | + 3.738   |
| 19                        | 22 | Shinji Nakano         | Minardi-Ford        | 1:23.957 | + 4.159   |
| 20                        | 21 | Toranosuke Takagi     | Tyrrell-Ford        | 1:24.024 | + 4.226   |
| 21                        | 23 | Esteban Tuero         | Minardi-Ford        | 1:24.031 | + 4.233   |
| Limite dos 107%: 1:25.383 |    |                       |                     |          |           |
| DNQ                       | 20 | Ricardo Rosset        | Tyrrell-Ford        | 1:25.737 | + 5.939   |
| Fonte:                    |    |                       |                     |          |           |

### Corrida
| Pos.   | Nº | Piloto                | Construtor          | Voltas | Tempo/Diferença | Grid | Pontos |
| ------ | -- | --------------------- | ------------------- | ------ | --------------- | ---- | ------ |
| 1      | 8  | Mika Häkkinen         | McLaren-Mercedes    | 78     | 1:51:23.595     | 1    | 10     |
| 2      | 5  | Giancarlo Fisichella  | Benetton-Playlife   | 78     | + 11.475        | 3    | 6      |
| 3      | 4  | Eddie Irvine          | Ferrari             | 78     | + 41.378        | 7    | 4      |
| 4      | 17 | Mika Salo             | Arrows              | 78     | + 1:00.363      | 8    | 3      |
| 5      | 1  | Jacques Villeneuve    | Williams-Mecachrome | 77     | + 1 volta       | 13   | 2      |
| 6      | 16 | Pedro Paulo Diniz     | Arrows              | 77     | + 1 volta       | 12   | 1      |
| 7      | 15 | Johnny Herbert        | Sauber-Petronas     | 77     | + 1 volta       | 9    |        |
| 8      | 9  | Damon Hill            | Jordan-Mugen/Honda  | 76     | + 2 voltas      | 15   |        |
| 9      | 22 | Shinji Nakano         | Minardi-Ford        | 76     | + 2 voltas      | 19   |        |
| 10     | 3  | Michael Schumacher    | Ferrari             | 76     | + 2 voltas      | 4    |        |
| 11     | 21 | Toranosuke Takagi     | Tyrrell-Ford        | 76     | + 2 voltas      | 20   |        |
| 12     | 14 | Jean Alesi            | Sauber-Petronas     | 72     | Câmbio          | 11   |        |
| Ret    | 12 | Jarno Trulli          | Prost-Peugeot       | 56     | Câmbio          | 10   |        |
| Ret    | 11 | Olivier Panis         | Prost-Peugeot       | 49     | Roda            | 18   |        |
| Ret    | 10 | Ralf Schumacher       | Jordan-Mugen/Honda  | 44     | Suspensão       | 16   |        |
| Ret    | 6  | Alexander Wurz        | Benetton-Playlife   | 42     | Acidente        | 6    |        |
| Ret    | 19 | Jan Magnussen         | Stewart-Ford        | 30     | Suspensão       | 17   |        |
| Ret    | 7  | David Coulthard       | McLaren-Mercedes    | 17     | Motor           | 2    |        |
| Ret    | 18 | Rubens Barrichello    | Stewart-Ford        | 11     | Suspensão       | 14   |        |
| Ret    | 2  | Heinz-Harald Frentzen | Williams-Mecachrome | 9      | Colisão         | 5    |        |
| Ret    | 23 | Esteban Tuero         | Minardi-Ford        | 0      | Spun Off        | 21   |        |
| DNQ    | 20 | Ricardo Rosset        | Tyrrell-Ford        |        | Regra dos 107%  |      |        |
| Fonte: |    |                       |                     |        |                 |      |        |

## Tabela do campeonato após a corrida
| Pos. | Piloto             | Pontos |
| ---- | ------------------ | ------ |
| 1    | Mika Häkkinen      | 46     |
| 2    | David Coulthard    | 29     |
| 3    | Michael Schumacher | 24     |
| 4    | Eddie Irvine       | 15     |
| 5    | Alexander Wurz     | 9      |

| Pos. | Construtor          | Pontos |
| ---- | ------------------- | ------ |
| 1    | McLaren-Mercedes    | 75     |
| 2    | Ferrari             | 39     |
| 3    | Williams-Mecachrome | 16     |
| 4    | Benetton-Playlife   | 16     |
| 5    | Arrows              | 4      |

- Nota: Somente as primeiras cinco posições estão listadas.